# Quận Brown, Kansas
Quận Brown là một quận thuộc tiểu bang Kansas, Hoa Kỳ. Theo điều tra dân số năm 2000 của Cục điều tra dân số Hoa Kỳ, quận có dân số 10.724 người. Quận lỵ là Hiawatha.